# 斯韦特兰娜·博伊科
斯韦特兰娜·阿纳托利耶芙娜·博伊科（俄語：Светлана Анатольевна Бойко，1972年4月13日—），生于顿河畔罗斯托夫，俄罗斯女子击剑运动员，主攻花剑。她曾参加1996年、2000年、2004年和2008年四届奥运，其中在2008年北京奥运获得女子团体花剑的金牌。